# Stelacija
Stelacija je postopek kreiranja novih mnogokotnikov (v dveh razsežnostih) in novih poliedrov v treh razsežnostih. Splošno lahko rečemo, da je to postopek v katerem nastanejo novi politopi, če govorimo o n razsežnostih. Postopek je sestavljen iz razširjanja nekaterih elementov kot so robovi ali ravnine stranskih ploskev. Običajno to naredimo simetrično dokler se ti ponovno ne srečajo. Za novo obliko pravimo, da je stelirana oblika prvotne oblike. Postopek pa imenujemo stelacija.

## Keplerjeva definicija
V letu 1619 je Johannes Kepler (1571- 1630) definiral stelacijo za mnogokotnike in poliedre kot postopek razširjanja robov ali stranskih ploskev tako dolgo, da se srečajo in tvorijo novo obliko mnogokotnika ali poliedra. Sam je steliral dodekaeder in dobil dva pravilna zvezdna poliedra (dva od Kepler-Poinsotovih poliedrov).

## Stelirani mnogokotniki
Stelacija pravilnih mnogokotnikov je pravilni zvezdni mnogokotnik ali mnogokotniške sestave.
Pravilni zvezdni mnogokotnik se lahko prikaže kot Schläflijev simbol {n/m}, kjer je n število oglišč, m pa je stopnja, ki jo uporabimo za označevanje robov okoli oglišča. Števili m in n sta si tuji števili. Če je m=1 dobimo konveksni {n}. Kadar n in m nimata skupnega delitelja lahko naredimo pravilno sestavo. Zgled: {6/2}lahko vodi do pravilne sestave dveh trikotnikov {3} ali heksagrama, pri tem pa {10/4} vodi do sestave dveh pentagramov {5/2}.
Nekateri avtorji uporabljajo Schläflijev simbol za takšne pravilne sestave. Drugi pa gledajo na simbol kot opis poti, ki je ovita m krat okoli n/m ogliščnih točk. To pomeni, da je  en rob naložen na drugega in je vsako oglišče je obiskano m-krat. V tem primeru se za sestave uporablja spremenjeni simbol. Zgled: 2{3} za heksagram. Podobno je 2{5/2} za sestavo dveh pentagramov.
Pravilni n-kotnik ima (n-4)/2 stelacij, če je n paren. Ima pa (n-3)/2 stelacij, če je n neparen. 
| Pentagram, {5/2}, je edina stelacija petkotnika.       | Heksagram, {6/2}, stelacija šestkotnika in sestava dveh trikotnikov. | Devetkotnik ima tri oblike: {9/2}, {9/3}, {9/4}, {9/3} so trije trikotniki. |
| Sedemkotnik ima dve sedemkotniški obliki: {7/2}, {7/3} |                                                                      | Devetkotnik ima tri oblike: {9/2}, {9/3}, {9/4}, {9/3} so trije trikotniki. |

Podobno kot sedemkotnik ima tudi  osemkotnik dve osemkotniški stelaciji. Prva {8/3} je zvezdni mnogokotnik in drugi {8/2} je sestava dveh kvadratov.

## Stelacija poliedrov
Ravnine stranskih ploskev poliedra delijo prostor v mnogo diskretnih celic. Pri simetričnih poliedrih te celice pripadajo grupam ali množicam skladnih celic. Pravimo, da so celice v teh skladnih množicah, vse iste vrste.  Splošna metoda iskanja stelacij je v tem, da izberemo eno ali več vrst  celic.
To vodi do velikanskega števila možnih oblik. Tako imajo nadaljnji kriteriji pogosto nalogo zmanjšanja množice teh stelacij, ki so pomembne  in v nekem pogledu edinstvene.
Množica celic, ki tvorijo  zaprto plast okoli jedra, se imenuje lupina. 
Pri simetričnih poliedrih je lupino sestavlja ena ali več vrst celic.
Če uporabimo te zamisli, lahko najdemo več kategorij stelacij:
- Glavne stelacije vsebujejo dodajanje naslednjih lupin jedru
- Polno podprte stelacije spodnja stranska ploskev celice se na zunaj pojavlja kot previs. V polno podprtih stelacijah ni previsov in vsi vidni deli stranske ploskve so vidni iz iste strani
- Manoakralne stelacije so tiste, ki imajo v stelaciji samo en vrh ali oglišče (vsa oglišča so skladna z eno orbito simetrije). Za stelacijo pravimo, da je manoakralna. Vse te  stelacije so polno podprte vrste stelacij
- Prvotne stelacije so tiste, ki z nadaljevanjem dodajanja lupin k jedremu poliedru, vodi k  množici prvotnih stelacij
- Millerjeve stelacije V knjigi The Fifty-Nine icosaedra (devetinpetdeset ikozaedrov) so Harold MacDonald Coxeter (1907 – 2003), Du Val, Flather in Petrie zapisali pet pravil, ki jih je predlagal Jefrey Miller (1906 – 1981).  Čeprav se ta pravila nanašajo na geometrijo ikozaedra jih lahko prikrojimo tako, da veljajo za poljuben polieder. Zagotavljajo tudi, da se vrtilna simetrija prvotnega poliedra ohranja in da je vsaka stelacija na zunaj  različna. Štiri vrste stelacij tako definiranih je podmnožica Millerjevih stelacij.

Možnih je tudi nekaj drugih kategorij stelacij:
- Delna stelacija kjer je eden, ne pa vsi, dane razsežnosti razširjen
- Podsimetrična stelacija je tista, kjer je eden element, ne pa vsi, razširjen simetrično

Steliramo lahko arhimedska telesa in njihove duale. Tukaj običajno dodamo pravilo, da morajo biti tudi prvotne stranske ploskve prisotne v stelaciji (pri tem seveda ne obravnavamo delnih stelacij). Zgled: kocka se ne obravnava kot stelacija  kubooktaedra.
- 4 stelacije rombskega dodekaedra
- 187 stelacij triakisni tetraeder
- 358,833,097 stelacij rombski triakotaeder
- 17 stelacij kubooktaedra (4 so prikazani v Wenningerjevi knjigi ("Polyhedron Models"))
- neznane stelacije ikozidodekaedra, toda veliko več kot zgoraj! (19 jih je prikazanih v Wenningerjevi knjigi ("Polyhedron Models"))

|  |  |  |  |  |  |  |

### Millerjeva pravila
V knjigi devetinpetdeset ikozaedrov je Miller predvidel skupino pravil za definiranje stelacij, ki so pomembne.
Ta pravila se lahko uporabijo pri stelacijah mnogih drugih poliedrov. Med temi pravili  najdemo:
- ne obstaja stelacija tetraedra, ki so si vse stranske ploskve sosednje
- ni stelacije kocke, ker so nesosednje stranske ploskve vzporedne in tako jih ne moremo razširiti tako, da bi se srečale ter tvorile nov rob
- obstaja 1 stelacija oktaedra. To je stelirani oktaeder
- obstajajo tri stelacije dodekaedra. To so mali stelirani dodekaeder, veliki dodekaeder in veliki stelirani dodekaeder]]. Vsi pa so Kepler-Poinsotovi poliedri.
- obstaja 58 stelacij ikozaedra vključno z velikim ikozaedrom in drugo ter končno stelacijo ikozaedra. 59. model med devetinpetdesetimi ikozaedri je prvotni ikozaeder.

Mnogo Millerjevih stelacij ne moremo neposredno dobiti z uporabo Keplerjeve metode

## Stelacija politopov
Postopek stelacije se lahko uporablja tudi pri politopih višjih razsežnostih. Diagram stelacije n-politopa obstaja v n-1 razsežni hiperravnini dane facete. Zgled: v štirirazsežnem prostoru je velika imenitna stelirana 120-celica končna stelacija pravilnega 4-politopa 120-celice

### Imenovanje  stelacij
Prvo sistemsko imenovanje steliranih poliedrov je bilo Cayleyevo imenovanje pravilnih zvezdnih poliedrov (danes so znani kot Kepler-Poinsotovi poliedri). Ta sistem imenovanja je bil široko uporabljan, čeprav ne vedno sistematično. Sprejet je bil za imenovanja poliedrov in višjih politopov.
John Horton Conway (rojen 1937) je izumil izrazoslovje za stelirane mnogokotnike poliedre in polihorone. V tem postopku je razširjanje robov, da bi kreirali novo obliko imenovano stelacija. To omogoča uporabo besed kot so  stelirani ,  veliki  in  imenitni  za kreiranje imen novih oblik.

## Steliranje v neskončnost
Wenninger je opazil, da nekateri poliedri (primer je kocka) nimajo končnih stelacij. Celice stelacije so prizme, ki se razširjajo v neskončnost. Te prizme obravnavamo kot stelacijo v neskončnost. V večini definicij poliedrov te stelacije ne obravnavamo kot poliederske. To so dualni poliedri uniformnih polpoliedrov